# Ooa hela natten
"Ooa hela natten" är en låt av Åke Eriksson och Björn Uhr. Den framfördes och släpptes på singel 1981, av den svenska popgruppen Attack. Låten återfinns även på albumet Rätt stuk, utgivet samma år.
Sången kom till som ett humoristiskt infall, och med en trummaskin som bakgrund improviserades och lektes låten fram på ganska kort stund av låtskrivarna och blev sedan en stor hit i Sverige. 
Senare har låten fått förnyad popularitet hos yngre publik, bland annat genom Smurfhits då den 1997 låg på Smurfhits 3 som "Smurfa hela dagen". 2002 kom en ny version med eurohouse-gruppen Caramell.
Låten låg även på Svensktoppen i två veckor under perioden 22–29 november 1981.
Singeln såldes i 70 000 exemplar. Den är en av titlarna i boken Tusen svenska klassiker (2009).

## Tryckta utgåvor
- Barnens svenska sångbok, 1999, under rubriken "Gladsång och poplåt".

## Listplaceringar
| Lista (1981–1982) | Position |
| ----------------- | -------- |
| Norge             | 2        |
| Sverige           | 1        |